# NetPositive
NetPositive (często skracane do Net+) – przeglądarka internetowa dla systemu operacyjnego BeOS.
Ostatnia wersja, numerowana jako 2.2.2, pochodzi z roku 2001. Od tego czasu (tak jak cały system) przestała być rozwijana.
Wersja 2.2.2 częściowo obsługiwała JavaScript, ale nie wspierała stylów CSS ani technologii Java.
Jej nieoficjalnym następcą jest przeglądarka WebPositive dla systemu Haiku (następcy BeOSa) oparta na nowoczesnym silniku WebKit.